# Moyen bas allemand
Le moyen bas allemand est une langue germanique occidentale issue du vieux saxon et à l’origine du bas allemand moderne. Il fut parlé du XIIe au XVIe siècle environ. Il a notamment joué le rôle de lingua franca pour la ligue hanséatique.
Le Miroir des Saxons, premier code de lois médiéval allemand, est écrit en moyen bas allemand.

## Histoire
Avec la colonisation germanique de l'Europe orientale, le vieux saxon s'était répandu vers l'est jusque vers 1225, date conventionnelle de la formation du moyen bas allemand. Il se fractionna en de nouveaux dialectes : mecklembourgeois-poméranien, moyen-poméranien, poméranien oriental, 
brandebourgeois, bas-prussien (à ne pas confondre avec le vieux-prussien, qui est une langue balte, donc entièrement différente) et le moyen bas allemand dans les villes et les forteresses des Pays baltes et en Scandinavie. Le moyen bas allemand gagna de nouveaux territoires, comme le Schleswig, où il relégua l'usage du danois et du frison septentrional aux franges nord, et en Frise orientale, où il marginalisa l'usage du frison oriental. Tous ces dialectes bas-allemands, qui ont formé la langue écrite des colons de l'État teutonique, présentent chacun des particularités grammaticales et lexicales. Ainsi le pluriel de majesté du dialecte d'origine (le vieux-saxon) en -(e)t s'est conservé, c'est-à-dire qu'au lieu de la conjugaison du type allemand wir machen, ihr macht, sie machen, on trouve en Basse-Saxe : wi maakt, ji maakt, se maakt. En Poméranie, au Schleswig et en Frise orientale, la désinence est par contre -en, donc :  wi maken, ji maken, se maken.

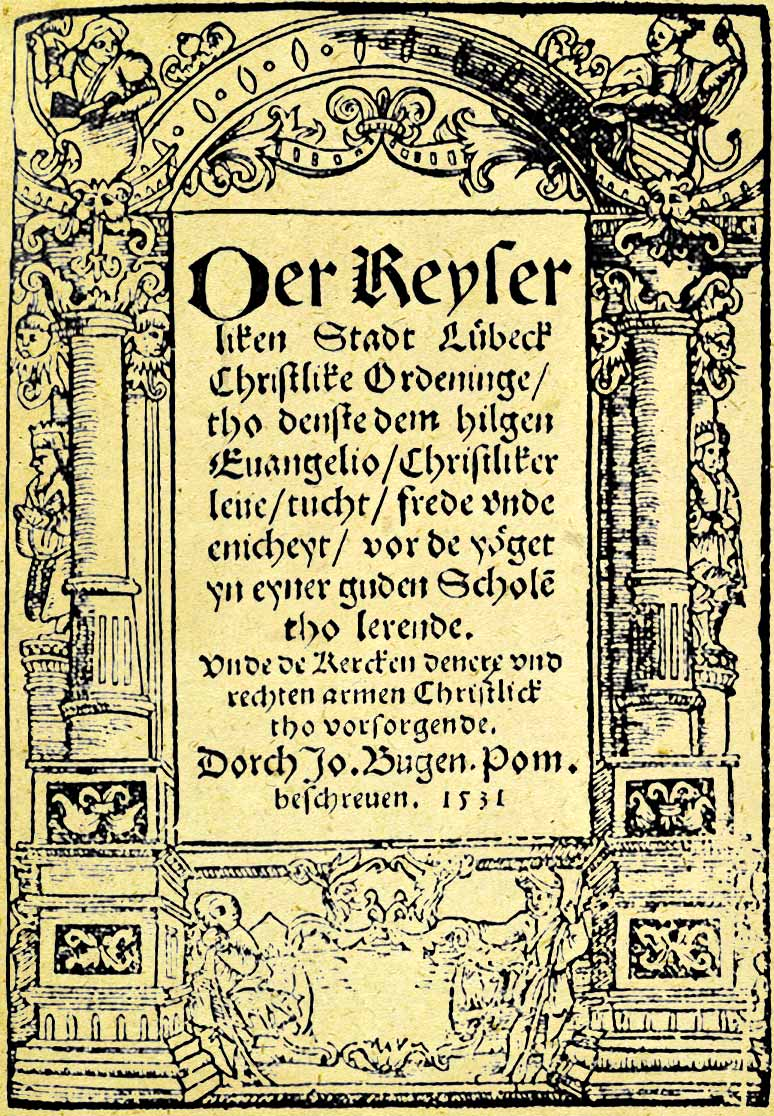
Frontispice de la « Confession de Lübeck » (Der Keyserliken Stadt Lübeck Christlike Ordeninge, 1531).

Le moyen bas allemand fut longtemps une langue de culture, et de surcroît une langue écrite. Elle côtoyait fréquemment le latin dans les proclamations, donations, capitulations et textes de loi (un exemple remarquable est le Miroir des Saxons). Les textes religieux occupent une place à part : il y eut ainsi dès la fin du XVe siècle quelques traductions en langue vernaculaire (la bible de Cologne en 1479, la bible de Lübeck en 1494). Pourtant l'importance du bas allemand en tant que langue écrite commence à diminuer au XVIe siècle. Au cours de la Réforme, le nombre d'ouvrages imprimés en bas allemand, il est vrai, décolle : ainsi la « Confession de Lübeck », attribuée à Johannes Bugenhagen, est-elle composée dans cette langue. On doit aussi à Bugenhagen une version en bas saxon de la Bible de Luther. Mais cela montre deux choses : d'une part la domination du bas allemand comme langue véhiculaire dans tout le nord de l'Allemagne et les comptoirs de la Hanse, qui rendait indispensable une édition spécifique de la Bible ; mais aussi la subordination de cette langue à l'allemand des chancelleries, préféré par Luther : car l'édition originale de la bible protestante, servit d'archétype pour la version de Bugenhagen.
La Hanse, dominée par les marchands de Lübeck, connut son heure de gloire entre 1200 et 1600. Le parler saxon de Lübeck lui servait de langue véhiculaire (Hansesprache) et fut même longtemps la lingua franca des ports de la Mer du Nord et de la Mer Baltique. Les linguistes désignent cette phase d'expansion comme celle du « Moyen bas allemand ». Ce terme ne recouvre pas seulement la langue écrite, mais aussi les multiples dialectes parlés à l'époque (et qu'il est aujourd'hui difficile de reconstituer avec certitude). Le moyen bas allemand écrit, en revanche, est attesté par une multitude de documents, contrats, et livres, rédigés jusqu'au XVIIe siècle. Au cœur de cette culture pan-germanique, il y avait la métropole hanséate de Lübeck ; la dissolution de la ligue marchande relégua la langue saxonne au rang de langue interrégionale, d'usage essentiellement oral.